# Tommy Aldridge
Tommy Aldridge (* 15. srpna 1950) je americký hard rockový a heavy metalový bubeník, známý hlavně jako člen skupin Whitesnake a Ozzy Osbourne. Hrál také v Black Oak Arkansas, Pat Travers Band, Gary Moore, Ted Nugent a Thin Lizzy.

## Diskografie

### Black Oak Arkansas
- If an Angel Came to See You ...
- Street Party
- Ain't Life Grand
- X-Rated
- Balls of Fire
- High on the Hog
- King Biscuit Flower Hour Presents Black Oak Arkansas
- Raunch 'N' Roll Live
- Live! Mutha
- Ten Year Over Night Success

### Pat Travers Band
- Heat In The Street
- Live! Go for What You Know
- Crash And Burn (1980)
- Live in Concert
- Radio Active

### Gary Moore
- Dirty Fingers (1983)
- Live at the Marquee (1983)

### Ozzy Osbourne
- Speak Of The Devil (1982)
- Bark At The Moon (1983)
- Tribute (1987 but recorded in 1981/1980)

### Whitesnake
- Whitesnake - Slip of the Tongue (1989)
- Whitesnake - Live: in The Still Of The Night (2004)
- Whitesnake - Live: In The Shadow Of The Blues (2006)
- Whitesnake - The Purple Album (2015)
- Whitesnake - Flesh & Blood (2017)

### Manic Eden
- Manic Eden (1994)

### Ostatní
- Ruby Starr - Scene Stealer
- Vinnie Moore - Mind's Eye
- Motörhead - March ör Die
- Steve Fister - Age of Great Dreams
- House Of Lords - Demons Down
- Thin Lizzy - One Night Only (2000)
- Ted Nugent - Full Bluntal Nugity
- John Sykes - 20th Century
- Patrick Rondat - Amphibia - On the Edge